# Het gevoel van...
Het gevoel van... was een Nederlands muziekprogramma van de KRO. In het begin werd het gepresenteerd door Marjolein Keuning. Na 2001 werd de presentatie overgenomen door Antje Monteiro.

## Het programma
Het was het bestbekeken muziekprogramma met wekelijks een miljoen kijkers.
In dit nostalgische televisieprogramma werd er met gasten en het publiek teruggekeken op de muziek uit een bepaald jaar. Twee panels van bekende Nederlanders, met elk een vaste teamcaptain (die door de jaren heen wisselden), moesten meezingen met liedjes en vragen beantwoorden die betrekking hadden op nieuws uit dat betreffende jaar. Onder Keuning waren dat de vaste captains Ernst Daniël Smid en Alfred van den Heuvel.
In 2003 en 2005 was Het gevoel van... in Concert in verschillende theaters in Nederland te zien. Dit was een live vervolg op het televisieprogramma. In 2005 werd er zonder verklaring een einde aan het programma gemaakt. Pas in augustus 2009 gaf presentatrice Monteiro de reden voor het stoppen van het programma destijds. Het toenmalig hoofd Amusement van de KRO wilde minder amusement en meer informatieve programma's op de televisie hebben. Ze gaf ook aan dat er spoedig een nieuw hoofd zou komen en dat die Het gevoel van... wel weer op de buis zou willen hebben. Vanaf januari 2010 was het programma De leukste jaren, grotendeels gebaseerd op Het gevoel van..., op de televisie te zien.

## Programmaonderdelen
Tijdens de uitzending waren er vaste programmaonderdelen. Zo moesten de teams beurtelings de zinnen afmaken van het nieuws van een bepaald jaar, de aantal opgegeven zinnen foutloos zingen van de hits van dat jaar onder leiding van huisband Jan Rietman en de hits zelf raden wanneer de huisband het intro speelde. Dergelijke elementen zijn later gebruikt in het RTL 4-programma Ik hou van Holland.